# Yunnanilus niger
Yunnanilus niger é uma espécie de peixe actinopterígeo da família Balitoridae.
Apenas pode ser encontrada na China.